# Кугрышев, Дмитрий Дмитриевич
Дмитрий Дмитриевич Кугрышев (род. 18 января 1990, Балаково, Саратовская область) — российский хоккеист, нападающий.

## Клубная карьера
Начал карьеру в системе молодёжных команд ЦСКА. В 2008 году, после того как был задрафтован клубом НХЛ «Вашингтон Кэпиталз», уехал за океан. В Северной Америке играл в главной юниорской хоккейной лиге Квебека за «Квебек Ремпартс», а также в АХЛ за «Херши Беарс».
В 2011 году вернулся обратно в Россию в московский ЦСКА. 1 мая 2013 года был обменян в «Сибирь», взамен армейцы получили право выбора на драфте 2013 года.
3 декабря 2014 года оформил свой первый хет-трик в КХЛ, поразив трижды ворота «Атланта» (при этом забросил три шайбы подряд), «Сибирь» одержала победу со счётом 5:2. 30 декабря 2014 года забросил три шайбы в ворота «Амура» (6:2). Кугрышев стал лишь пятым игроком в истории КХЛ, которому удалось оформить два хет-трика за один календарный месяц. Форвард стал самым молодым игроком, оформившим такой дубль (24 года), ранее им был Патрик Торесен, отличившийся в 26 лет.
30 мая 2015 года в результате обмена вернулся в ЦСКА. За два сезона в клубе провёл 117 матчей, набрав в них 61 (29+32) очко. 2 мая 2017 года был обменян в «Авангард». За клуб провёл 50 матчей и набрал 25 (11+14) очков, в плей-офф на его счету семь матчей и четыре (2+2) очка.
В мае 2018 года перешёл в «Салават Юлаев», подписав контракт на один сезон. 31 января 2020 года в составе уфимского клуба сделал хет-трик в ворота «Адмирала» в гостях (6:3), забросив все шайбы в равных составах. 1 мая 2021 года в связи с истечением срока контракта покинул клуб.
8 июля 2021 года перешёл в московский «Спартак», подписав двухлетний контракт. Всего за клуб провёл 64 матча, в которых набрал 21 (7+14) очко. 19 ноября 2022 года был помещён в список отказов. 21 ноября 2022 года «Витязь» забрал Кугрышева с драфта отказов. 19 июня 2023 года подписал однолетний контракт с «Ладой».

## Карьера в сборной
Играл за юниорскую и молодёжную сборные России. Выступал на четырёх чемпионатах мира и на них завоевал четыре медали: золотые и серебряные медали юниорского чемпионата мира, а также дважды бронзовые медали молодёжного мирового первенства.

## Достижения

### Командные
- Победитель Европейского юношеского Олимпийского фестиваля: 2007
- Чемпион мира среди юниорских команд: 2007
- Серебряный призёр юниорского чемпионата мира: 2008
- Бронзовый призёр молодёжного чемпионата мира (2): 2008, 2009
- Участник матча звёзд КХЛ: 2015
- Бронзовый призёр чемпионата КХЛ (2): 2014/15, 2018/19
- Серебряный призёр Кубка Гагарина: 2016
- Обладатель Кубка Континента (2): 2016, 2017

### Личные
- Обладатель «Мишель Бержерон Трофи» — лучшему атакующему новичку юниорской лиги Квебека (2008/09).

## Статистика
| Легенда | Легенда                    | Легенда | Легенда                   | Легенда | Легенда    |
| ------- | -------------------------- | ------- | ------------------------- | ------- | ---------- |
| И       | Количество проведённых игр | Штр     | Штрафное время            | +/−     | Плюс-минус |
| Г       | Голы                       | П       | Голевые передачи          | О       | Очки       |
| -       | Статистика неизвестна      | —       | Статистика не учитывалась |         |            |